# Däldernas kapell
Däldernas kapell är en kyrkobyggnad som tillhör Skövde församling i Skara stift. Kyrkan är områdeskyrka för Dälderna, Ekängen, Ulveket, Lillegården och Havstena i centralorten i Skövde kommun.

## Historia
Tanken på ett kapell i Dälderna tillkom vid de friluftsgudstjänster som hölls där på sommartid under 1920-talet. Avståndet på 3-4 kilometer till Skövde stad upplevdes som långt.
En kommitté under ledning av dåvarande pastorsadjunkten och senare kyrkoherden Sten Johansson utsågs. Stiftelsen Däldernas kapell grundades.

## Kyrkobyggnaden
Kapellbyggnaden uppfördes år 1928 av byggmästare var Axel Wallin efter ritningar av arkitekt Ernst Rendahl. Målningar utfördes av kyrkmålare K. J. R. Johansson. Kostnaden för kapellet med alla inventarier blev 13 000 kronor. Pengar samlades in och Däldernas sykrets bidrog med 3400 kronor. Kapellet invigdes 1929 av biskop Hjalmar Danell.
Byggnaden har en stomme av trä med vitmålad, stående panel och med sadeltak täckt av enkupigt lertegel. Planen utgörs av ett rektangulärt långhus med kor i norr och ett något smalare vapenhus i söder med ingång. Via en gång i öster är kapellet sammanbyggt med ett församlingshem som tillkom 1983 i samband med en stor renovering. Interiören är vitmålad. Mittgång med fristående bordsaltare framför en fondvägg med ofärgad träpanel. De fasta bänkarna togs bort 1983 och ersattes av lösa stolar.

## Inventarier
- Krucifix snidat av Eva Spångberg.
- Dopfunten är tillverkad 1983 av furu. Funten har timglasform och på dess ovansida finns fyra förgyllda korsarmar som håller en dopskål av glas.

## Orgel
Orgeln med åtta stämmor fördelade på två manualer är byggd 1984 av Finn Krohns orgelbyggeri.
| Manual I (C-g3) | Manual II (C-g3) | Pedal (C-f1) | Koppel |
| --------------- | ---------------- | ------------ | ------ |
| Gedackt 8'      | Flöjt 8'         | Subbas 16'   | II/I   |
| Principal 4'    | Spidsgedackt 4'  |              | I/P    |
| Doublette 2'    | Sivflöjt 1 1/3'  |              | II/P   |
| Mixtur 3 chor   |                  |              |        |

## Bilder

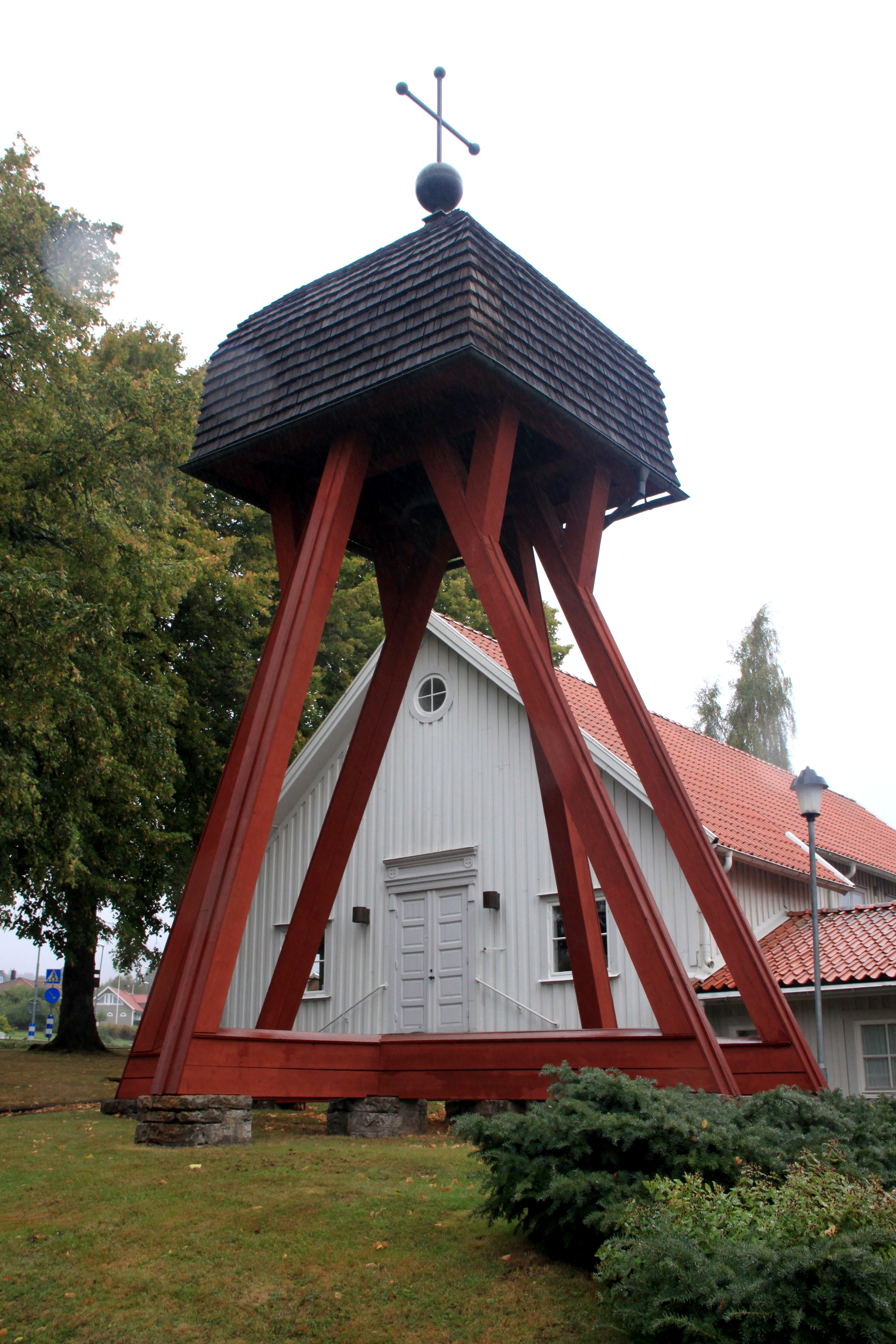
Klockstapeln
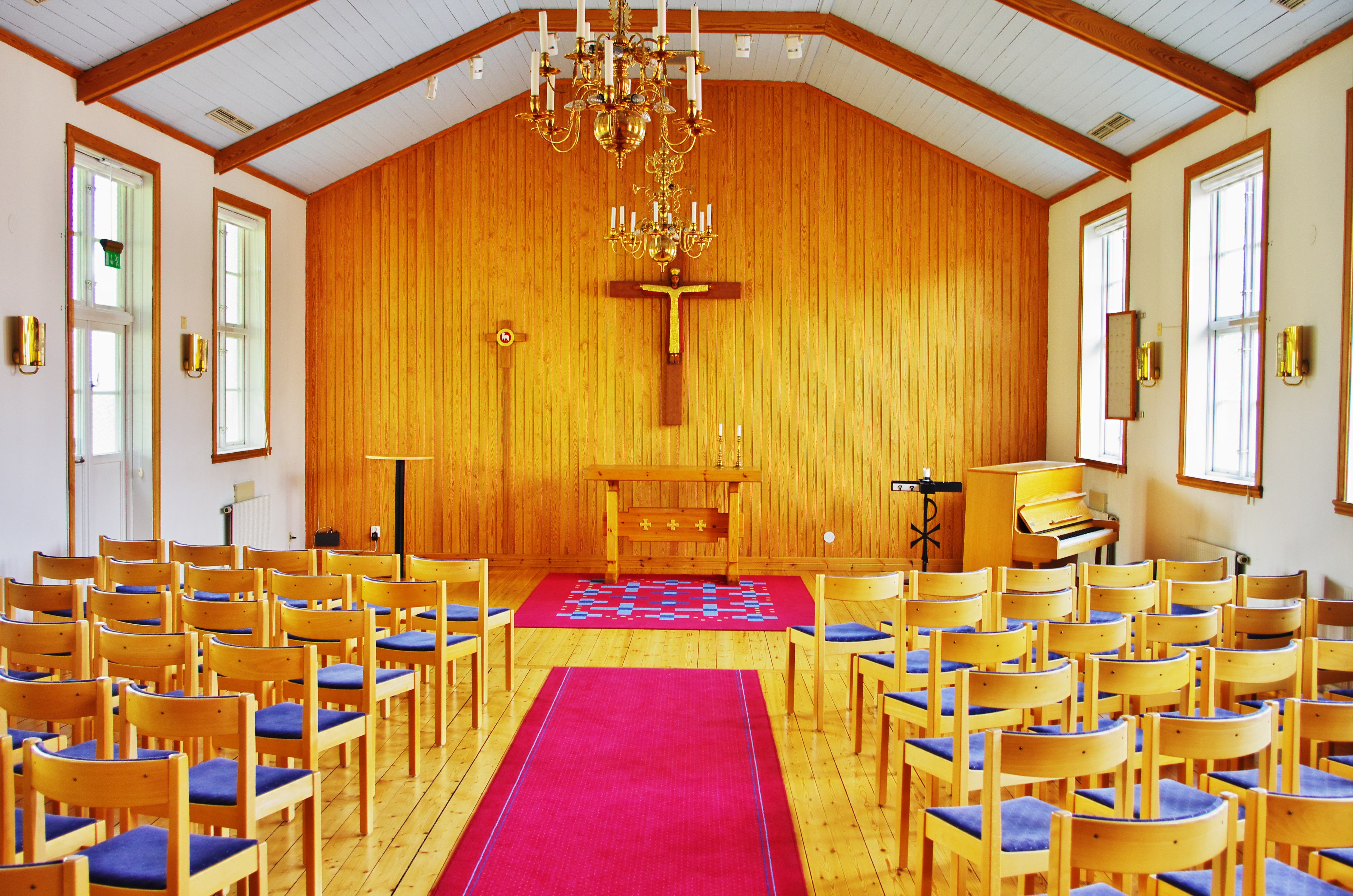
Kyrkorummet